# Maj-Britt Florin
Maj-Britt Florin, född Fjæstad den 15 maj 1905 i Lidingö, död den 26 mars 1993, var en svensk geolog; gift med Sten Florin.
Florin avlade filosofisk ämbetsexamen vid Stockholms högskola 1934, blev filosofie licentiat vid Lunds universitet 1949 och filosofie doktor vid Uppsala universitet 1957. Hon blev docent i botanisk kvartärgeologi i Uppsala 1958. Hon författade skrifter inom kvartärbotanikens område. Makarna Florin är begravda på Lidingö kyrkogård.